# Joaquín Dualde (Hockeyspieler)
Joaquín Dualde Santos de Lamadrid (* 14. November 1932 in Barcelona; † 28. April 2012 ebenda) war ein spanischer Hockeyspieler. Er gewann 1960 mit der spanischen Nationalmannschaft die olympische Bronzemedaille.

## Karriere
Die Mittelmeerspiele 1955 fanden in Barcelona statt. Die spanische Mannschaft gewann das Turnier vor der Mannschaft aus Ägypten. Bei den Olympischen Spielen 1960 in Rom gewann die spanische Mannschaft ihre Vorrundengruppe mit zwei Siegen und einem Unentschieden gegen die Briten. Nach einem Sieg im Viertelfinale gegen die Neuseeländer und einer Halbfinalniederlage gegen die Mannschaft Pakistans trafen die Spanier im Spiel um den dritten Platz erneut auf die Briten und gewannen mit 2:1. Die beiden Tore im Spiel um Bronze erzielten die Brüder Joaquín Dualde und Eduardo Dualde.
Joaquín Dualde und sein Bruder Eduardo spielten für den Real Club de Polo de Barcelona, mit dem sie 1958 und 1959 spanischer Meister wurden.
Von 1972 bis 1981 war Joaquín Dualde Präsident des spanischen Hockeyverbands. Zudem war er Vizepräsident des Comité Olímpico Español. Bei den Olympischen Spielen 1988 in Seoul war er Chef de Mission der spanischen Olympiamannschaft.